# برنارد مارشال
برنارد مارشال (بالإنجليزية: Bernard Marshall)‏ (23 أغسطس 1875 في الولايات المتحدة - 14 ديسمبر 1945 في الولايات المتحدة)؛ كاتب وروائي أمريكي.